# Nikolaï Bogdanov-Belski
Nikolaï Bogdanov-Belski (en russe : Никола́й Петро́вич Богда́нов-Бе́льский), né le 8 décembre 1868 à Chitiki (Gouvernement de Smolensk) et mort le 19 février 1945 à Berlin, est un peintre russe, membre du groupe des Ambulants, de style académique, portraitiste, peintre de la vie quotidienne, peintre de genre, président de la Société des artistes Arkhip Kouïndji.

## Biographie
Nikolaï Bogdanov-Belski était un enfant illégitime. Il vécut dans une famille de paysans et fut toujours attiré par les sujets sur la vie villageoise et la vie des enfants. Il étudia à l'école de Sergueï Alexandrovitch Ratchinski  dans le village de Tatevo.
De 1894 à 1895, il poursuit ses études de peinture à l'Académie russe des beaux-arts chez Ilia Répine et également à l'École de peinture, de sculpture et d'architecture de Moscou où il participe aux cours de Vassili Polenov, Vladimir Makovski et Illarion Prianichnikov. Il s'associe aux expositions des Ambulants à partir de 1890 et devint membre de la Société en 1895.

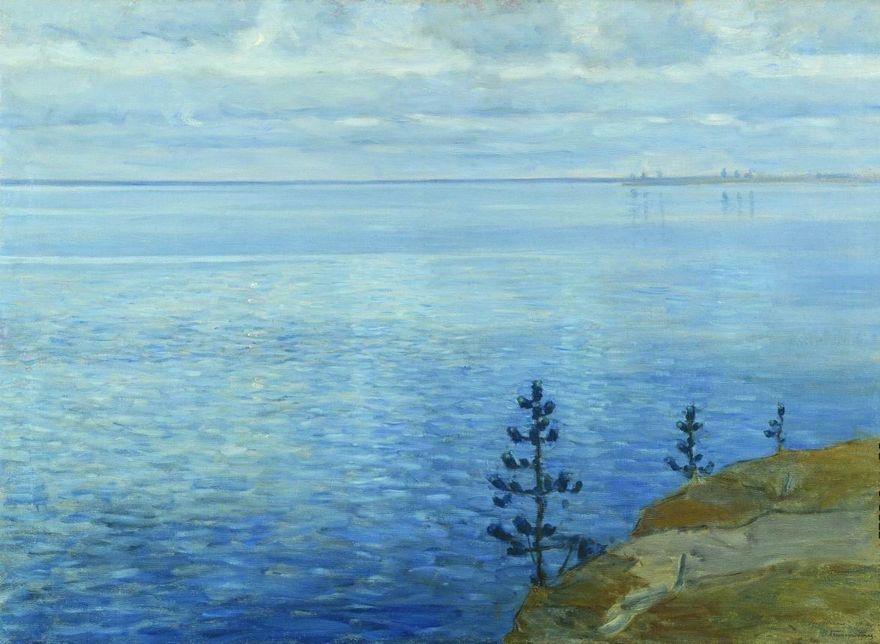
L'heure calme, le lac Oudomlia par Vitold Bialynitski-Biroulia

Les Ambulants travaillaient dans des conditions difficiles en face d'un pouvoir politique despotique. Leurs œuvres défendaient des causes démocratiques qui allaient à l'encontre de l'ordre établi. On leur refusait, par exemple, des locaux pour des expositions. Entre 1870 et 1880, l'Académie entra en conflit ouvert avec eux. La Révolte des Quatorze et la constitution de l'Artel des artistes avaient été les préludes quelques années plus tôt à ce conflit qui devenait ouvert. 
Des œuvres furent prohibées : parmi celles-ci des toiles de Bogdanov-Belski, de Nikolaï Kassatkine, de Nikolaï Gay, de Vladimir Makovski et d'autres encore.
Nikolaï Bogdanov-Belski se rendait régulièrement dans le village d'Ostrovno dans l'Oblast de Tver le long des rives du lac Oudomlia, où il vécut et travailla sur la succession d'un propriétaire local dénommé Ouchakob. Après 1921, il part pour Riga en Lettonie. Il est membre de plusieurs sociétés d'artistes en vue, parmi lesquelles en 1895, la société Arkhip Kouïndji, dont il sera membre et président de 1913 à 1918.
À Riga le 25 octobre 1930 il devient membre honoraire de la société d'étudiants russes « Fraternitas Arcticia », qui avait des liens avec les étudiants allemands, polonais et baltes.
Il meurt à Berlin, le 19 février 1945. Il est inhumé au cimetière russe de Berlin-Tegel (Vittensstrasse,37).

## Emplacement des toiles
- Galerie Tretiakov, Moscou.
- Musée Russe, Saint-Pétersbourg.
- Musée de l'Ermitage, Saint-Pétersbourg.
- Musée d'art de Taganrog, Taganrog.
- Galerie nationale de Prague, Prague.
- Musée national des arts de Lettonie, Riga.
- Musée de l'État des beaux-arts, Khanty-Mansiïsk

## Galerie

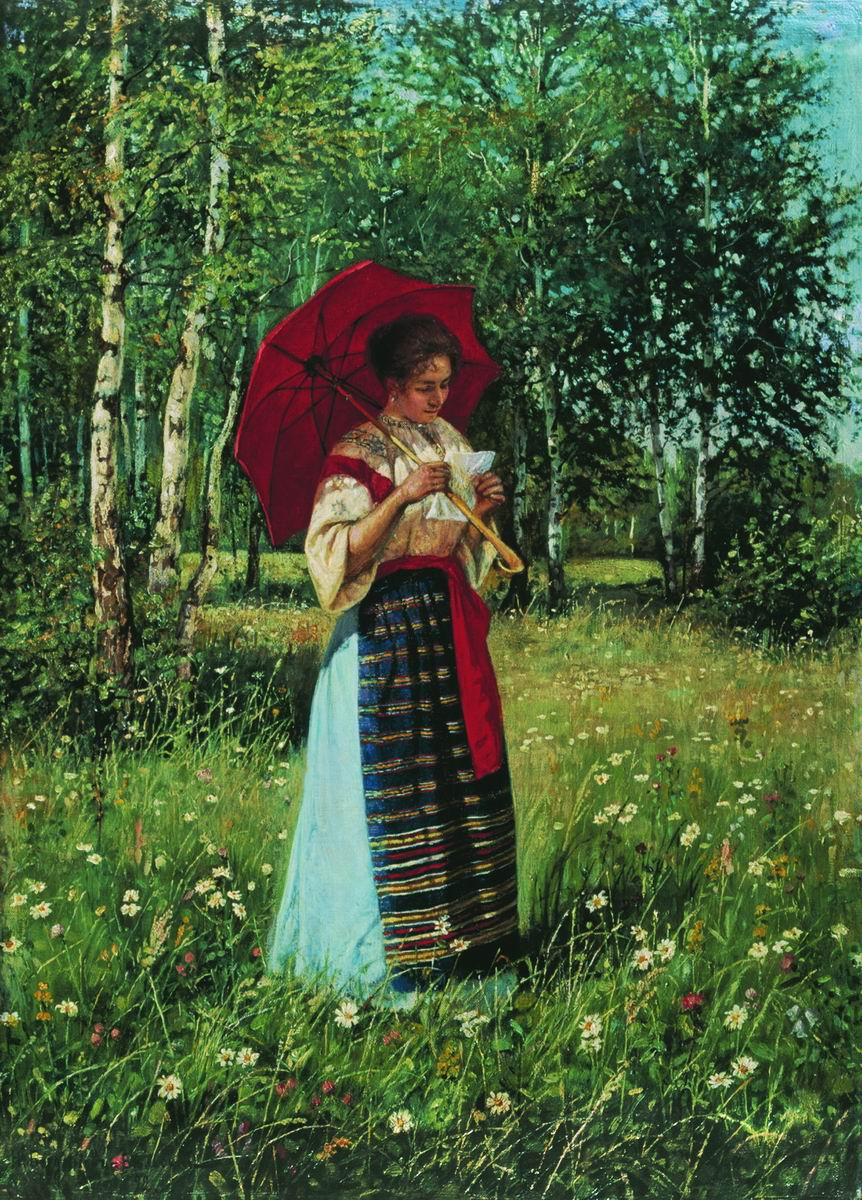
«La lecture de la lettre», 1892. Musée des beaux-arts de Soumy, Ukraine
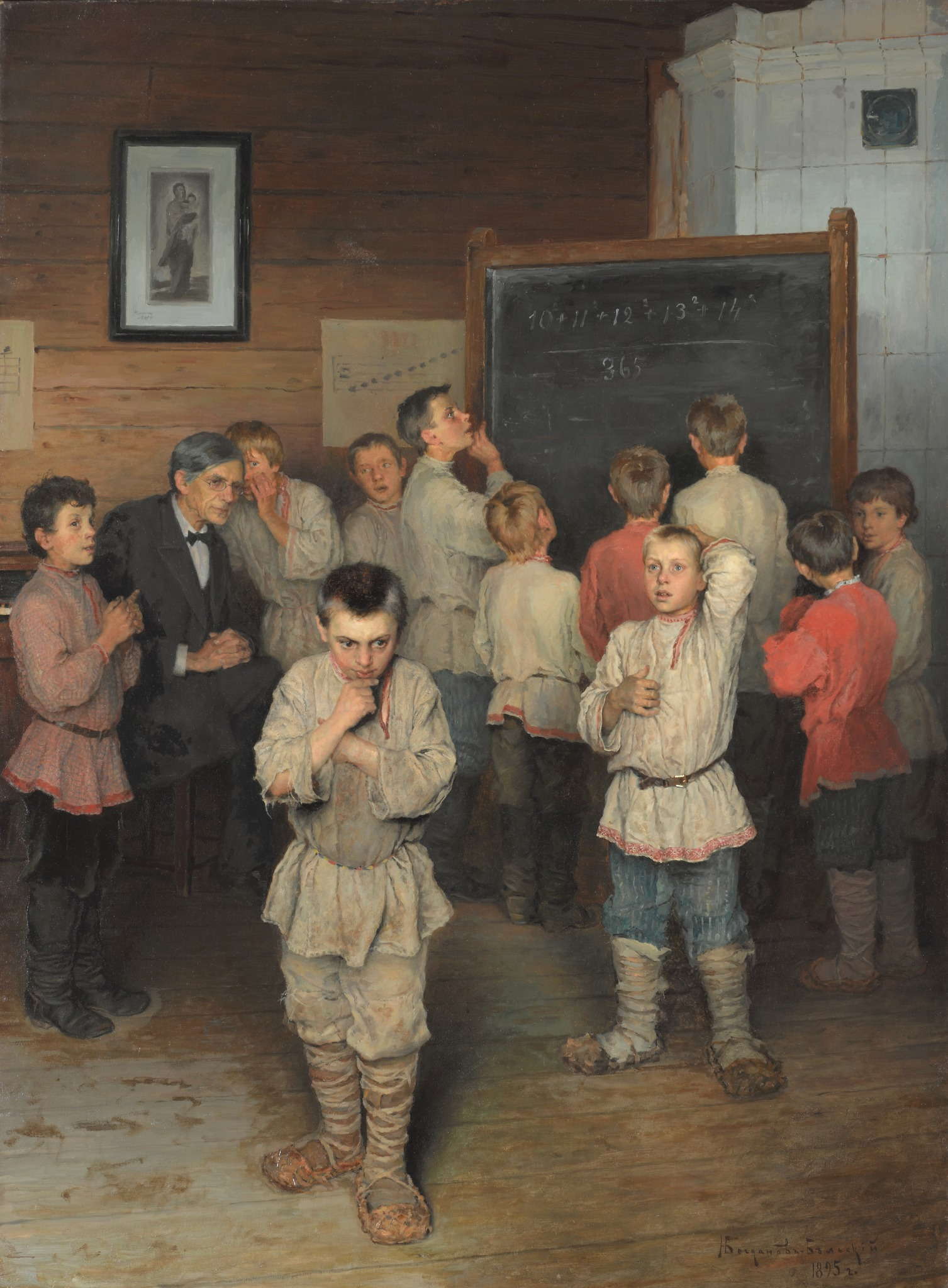
«Calcul mental à l'école populaire de S. A. Ratchinski.», 1895. Galerie Tretiakov, Moscou
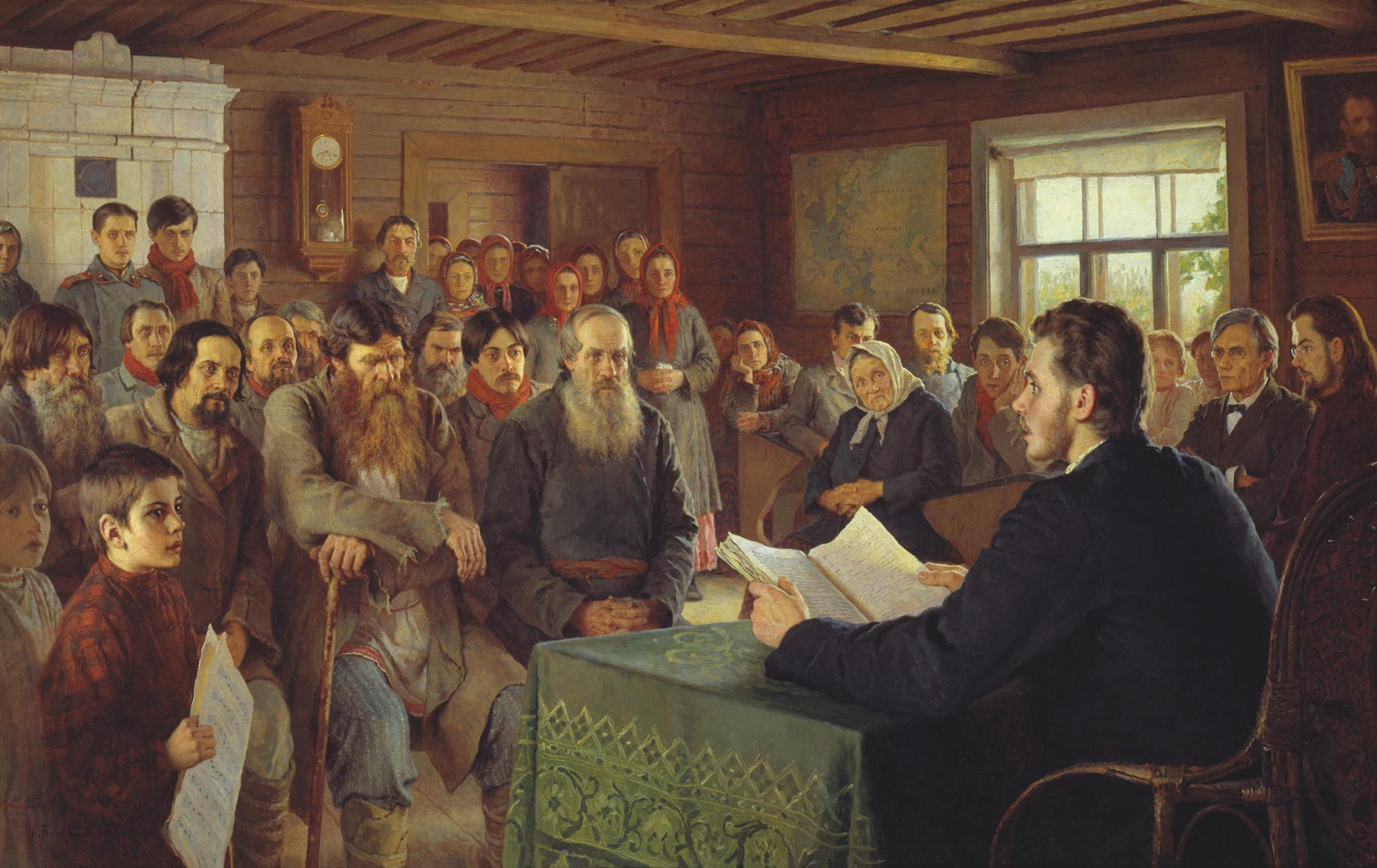
«Dimanche de lecture dans une école rurale», 1895. Musée Russe, Saint-Pétersbourg
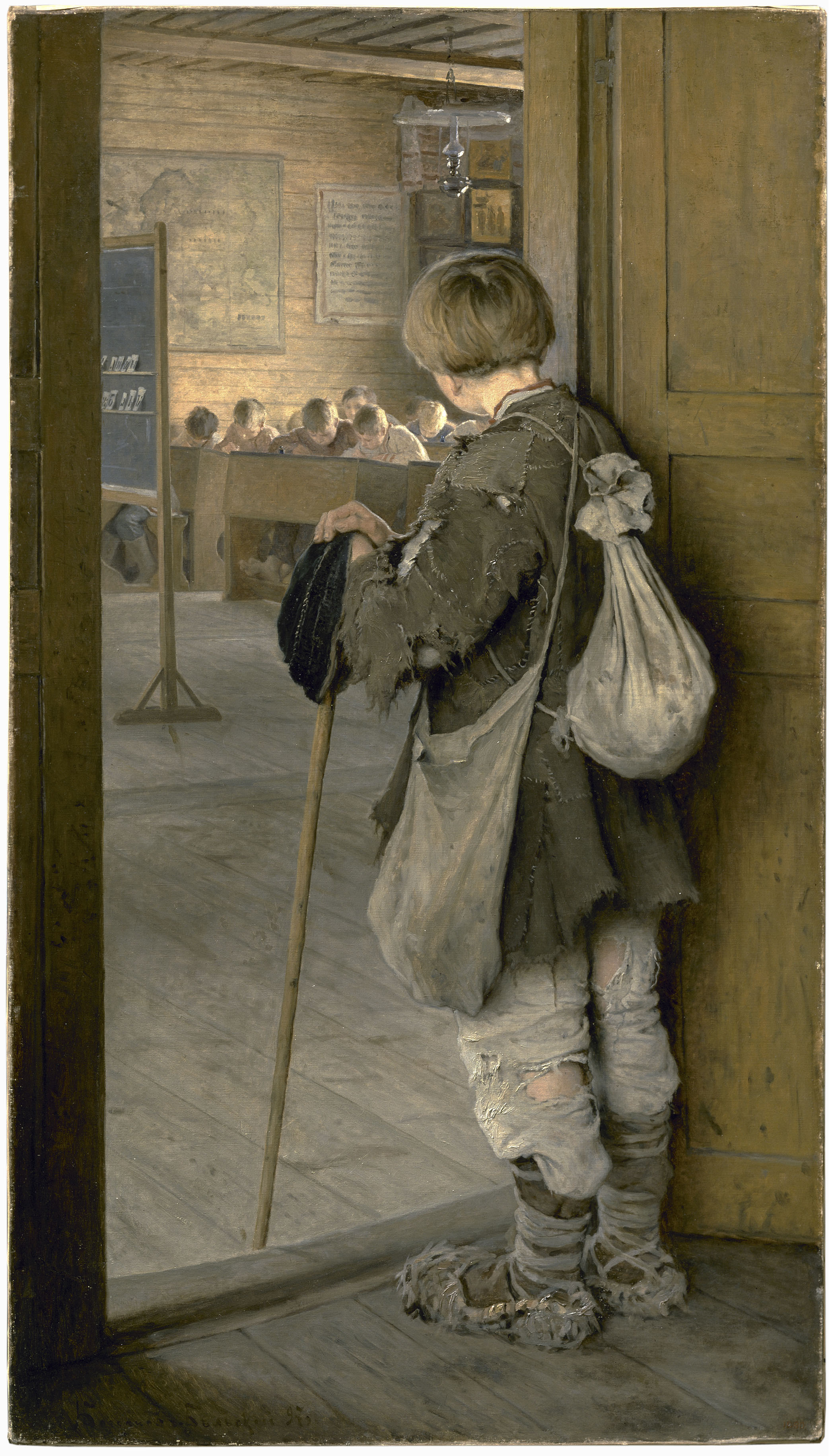
«Au seuil de la classe», 1897. Musée Russe, Saint-Pétersbourg
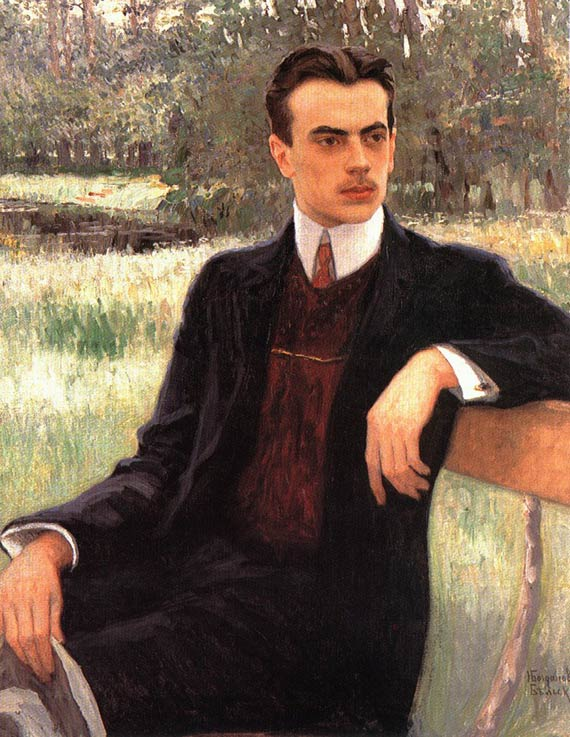
Portrait de Nikolaï F. Iousoupov, 1911. Musée des beaux-arts Pouchkine, Moscou
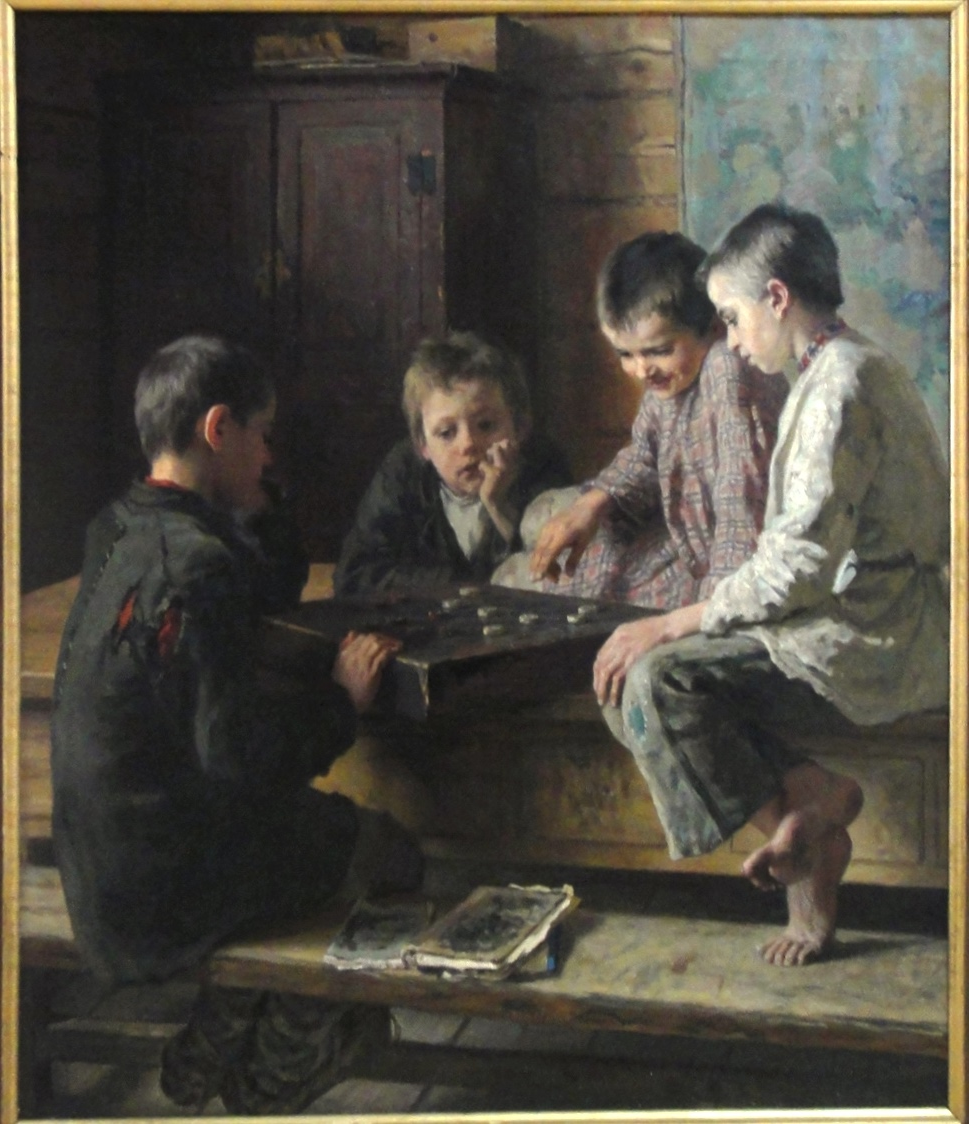
Entre deux leçons. Musée d'État de Novossibirsk
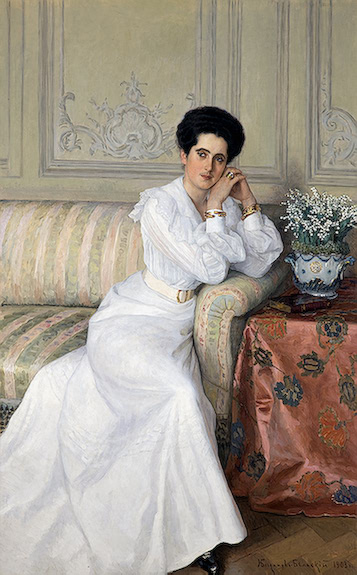
Gorchakova
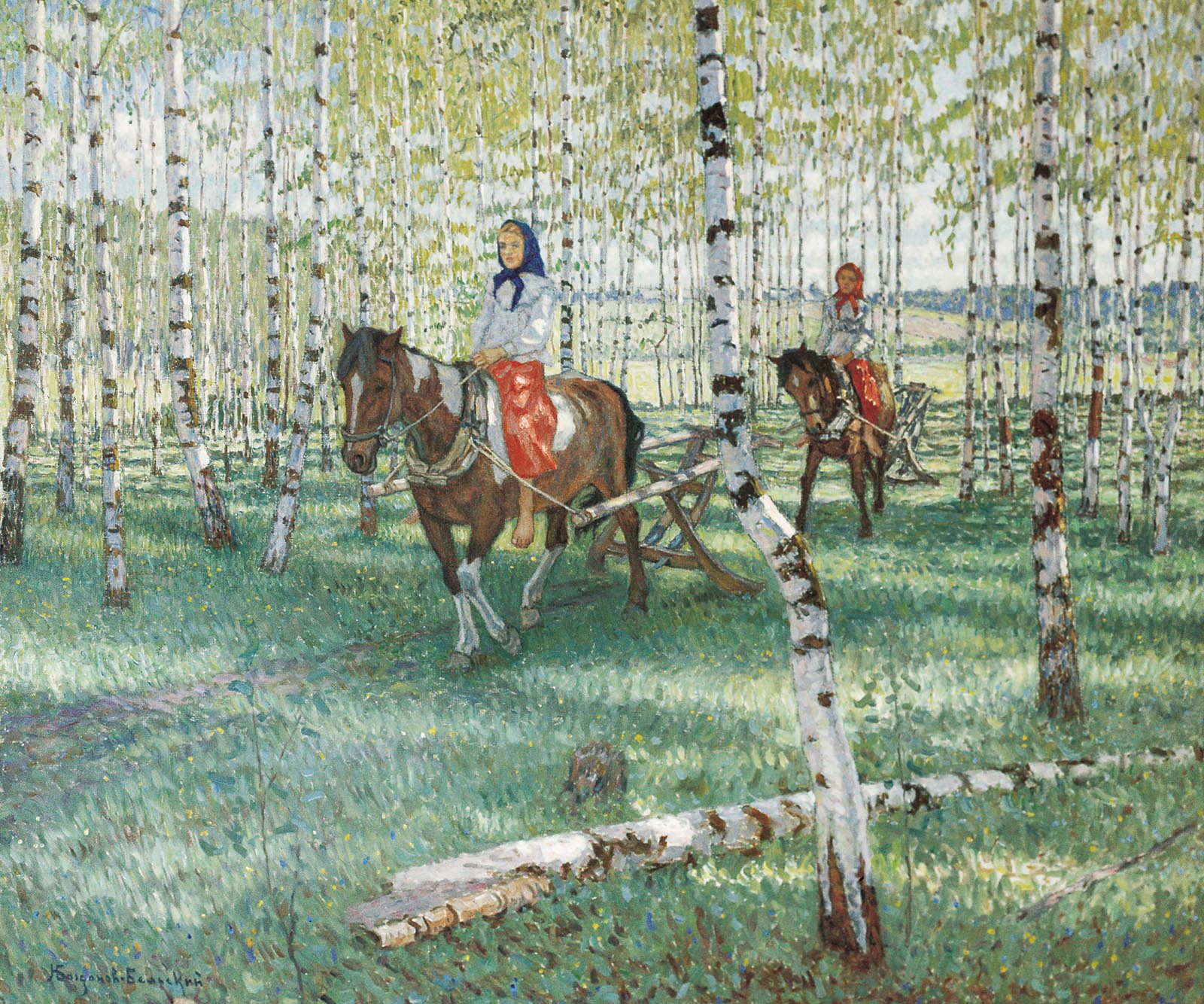
Au travail 1921
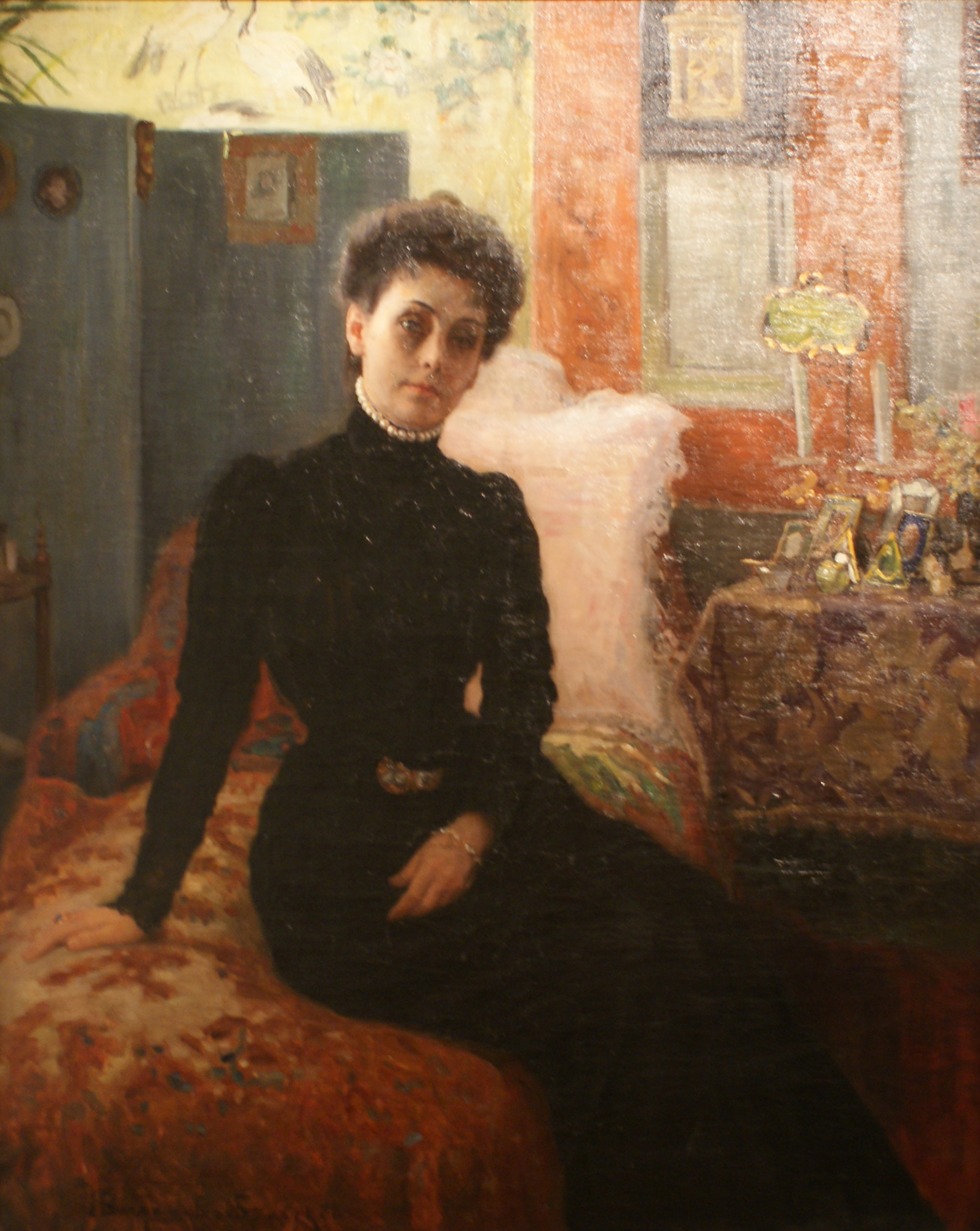
Portrait de Kamisarjeouska